# Nikola Ǵorǵiev
Nikola Ǵorǵiev (in macedone Никола Ѓорѓиев?; Strumica, 23 luglio 1988) è un pallavolista macedone, opposto del Türşad.

## Biografia
È il fratello maggiore del pallavolista Ǵorǵi Ǵorǵiev.

## Carriera

### Club
La carriera di Nikola Ǵorǵiev inizia nello Strumica, club del quale il padre era presidente: all'età di otto anni inizia la trafila nelle giovanili, siglando il suo primo contratto professionistico a diciassette anni, quando viene promosso in prima squadra. Appena diciannovenne, nella stagione 2008-09 si trasferisce in Serbia, dove prende parte alla Superliga col Radnički Kragujevac, dove in un biennio si aggiudica una Coppa di Serbia e uno scudetto. Nell'annata 2009-10 si accasa al Forlì, club impegnato nella Serie A1 italiana.
Nel campionato 2010-11 si trasferisce in Turchia, dove è impegnato per un quadriennio con il Maliye Milli Piyango in Voleybol 1. Ligi: al termine di questa esperienza, nell'annata 2014-15, viene ingaggiato dai francesi del Paris, venendo insignito dei premi di MVP e miglior opposto della Ligue A; nell'annata seguente approda invece in Giappone per un biennio, dove gioca due campionati in V.Premier League coi Toray Arrows, vincendo nel 2016-17 la Coppa dell'Imperatore e lo scudetto, venendo premiato anche come MVP e inserito nel sestetto ideale del torneo.
Nella stagione 2017-18 difende i colori dell'ONICO Warszawa, in Polska Liga Siatkówki, mentre nella stagione seguente è nuovamente nella massima divisione giapponese, ora denominata V.League Division 1, vestendo la maglia dei Sakai Blazers. Nella'annata 2019-20 calca i campi della 1. Bundesliga tedesca vestendo la maglia del Friedrichshafen, facendo quindi ritorno in Efeler Ligi con l'İnegöl nell'annata successiva.
Approda nella 1. DOL slovena per il campionato 2021-22, accasandosi nell'ACH Volley, dove in tre annate vince altrettanti scudetti, due Coppe di Slovenia e due edizioni della Middle European League. Nella stagione 2024-25, dopo una breve parentesi in patria con lo Strumica, fa ritorno nel massimo campionato turco, difendendo i colori del Türşad.

### Nazionale
Fa il suo esordio nella nazionale macedone nel 2004, in occasione delle qualificazioni al campionato europeo 2005. Dopo oltre un decennio conquista le sue prime medaglie in nazionale, aggiudicandosi tre argenti consecutivi alla European League, impreziositi dai premi come miglior schiacciatore nel 2015 e come miglior opposto nel 2016 e 2017, seguiti da un altro argento alla European Silver League 2021 e un bronzo alla European Silver League 2022.

## Palmarès

### Club
- Campionato serbo: 1

2008-09
- Campionato giapponese: 1

2016-17
- Campionato sloveno: 3

2021-22, 2022-23, 2023-24
- Coppa di Serbia: 1

2007-08
- Coppa dell'Imperatore: 1

2016
- Coppa di Slovenia: 2

2021-22, 2022-23
- Middle European League: 2

2021-22, 2022-23

### Nazionale (competizioni minori)
- European League 2015
- European League 2016
- European League 2017
- European Silver League 2021
- European Silver League 2022

### Premi individuali
- 2015 - Ligue A: MVP
- 2015 - Ligue A: Miglior opposto
- 2015 - European League: Miglior schiacciatore
- 2016 - European League: Miglior opposto
- 2017 - V.Premier League: MVP
- 2017 - V.Premier League: Sestetto ideale
- 2017 - European League: Miglior opposto